# Eutimi l'Il·luminador
Eutimi l'Il·luminador, de l'Atos, l'Abasgià o el Georgià (Geòrgia, 955 - Monestir dels Ibers, Mont Atos, Grècia, 13 de maig de 1028) fou un monjo georgià, abat i teòleg i erudit. És venerat com a sant per l'Església Ortodoxa.

## Biografia
Eutimi, en georgià ექვთიმე (Ekvtime) era fill de Ioane Varaz-vache Chordvaneli i nebot del general georgià Tornike Eristavi. De jove, fou enviat com a ostatge a Constantinoble i en ésser alliberat, mercès al seu pare, marxà amb ell a fer vida eremítica i ingressà al monestir de Sant Atanasi del Mont Atos (Grècia). Juntament amb el seu pare i oncle, entre 980 i 983 promogué la construcció del Monestir dels Ibers al Mont Atos, on fou més tard superior i que esdevindria un dels centres de la cultura georgiana.

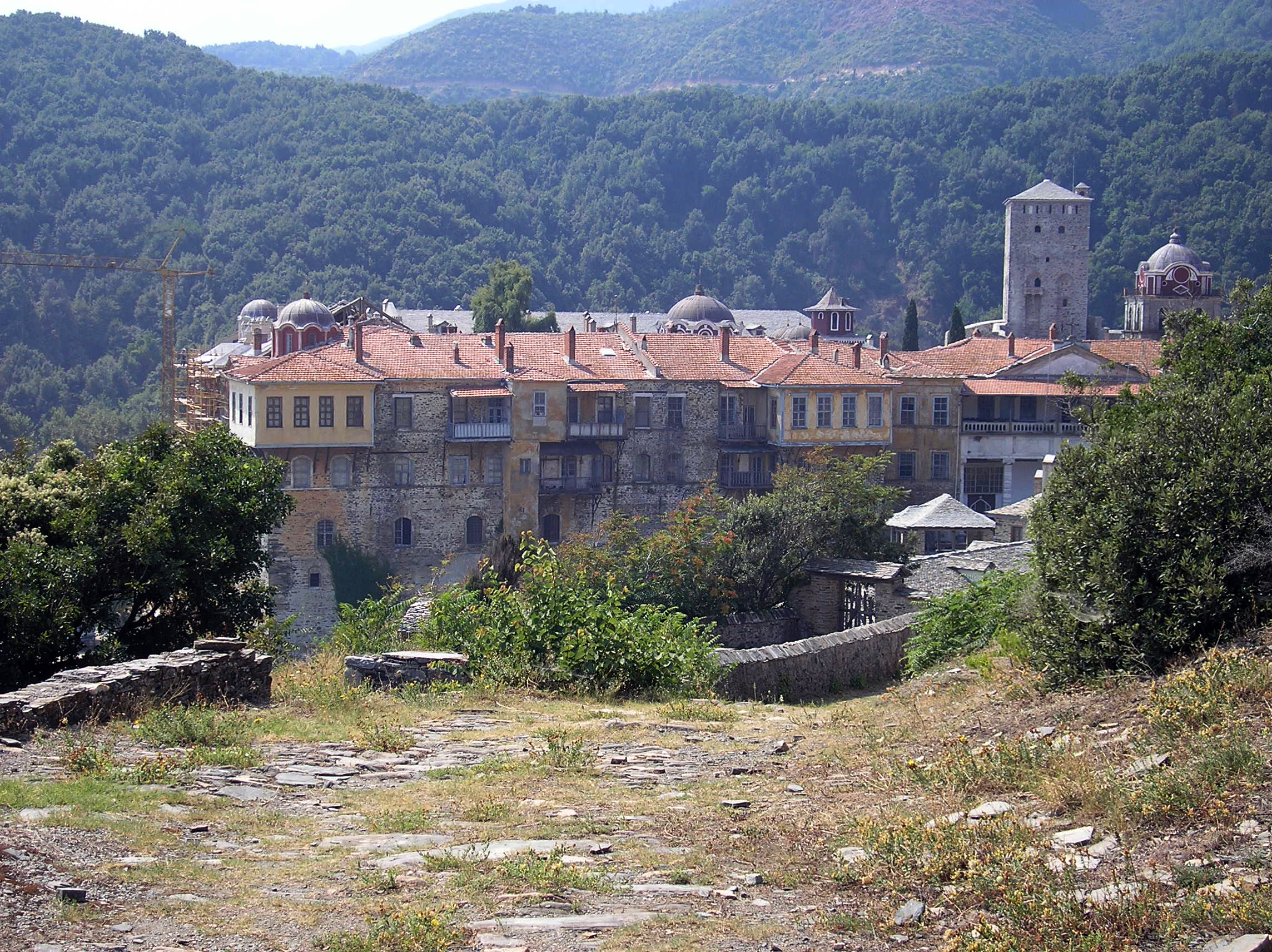
Monestir dels Ibers.

Es convertí en un dels teòlegs més rellevants del moment. Molt dotat per a les llengües, traduí al georgià molts textos religiosos i filosòfics en grec: se'n reconeixen prop de cent seixanta traduccions d'obres d'autors com Basili el Gran, Joan Clímac o Joan Crisòstom. Se li atribueix la traducció del Sibrdzne Balavarisa, versió cristianitzada d'un episodi de la vida de Gautama Buda que es difongué per Europa amb el títol de Barlaam i Josafat i es traduí a moltes llengües, esdevenint una obra popular durant l'edat mitjana.